# Kelz (Lana)

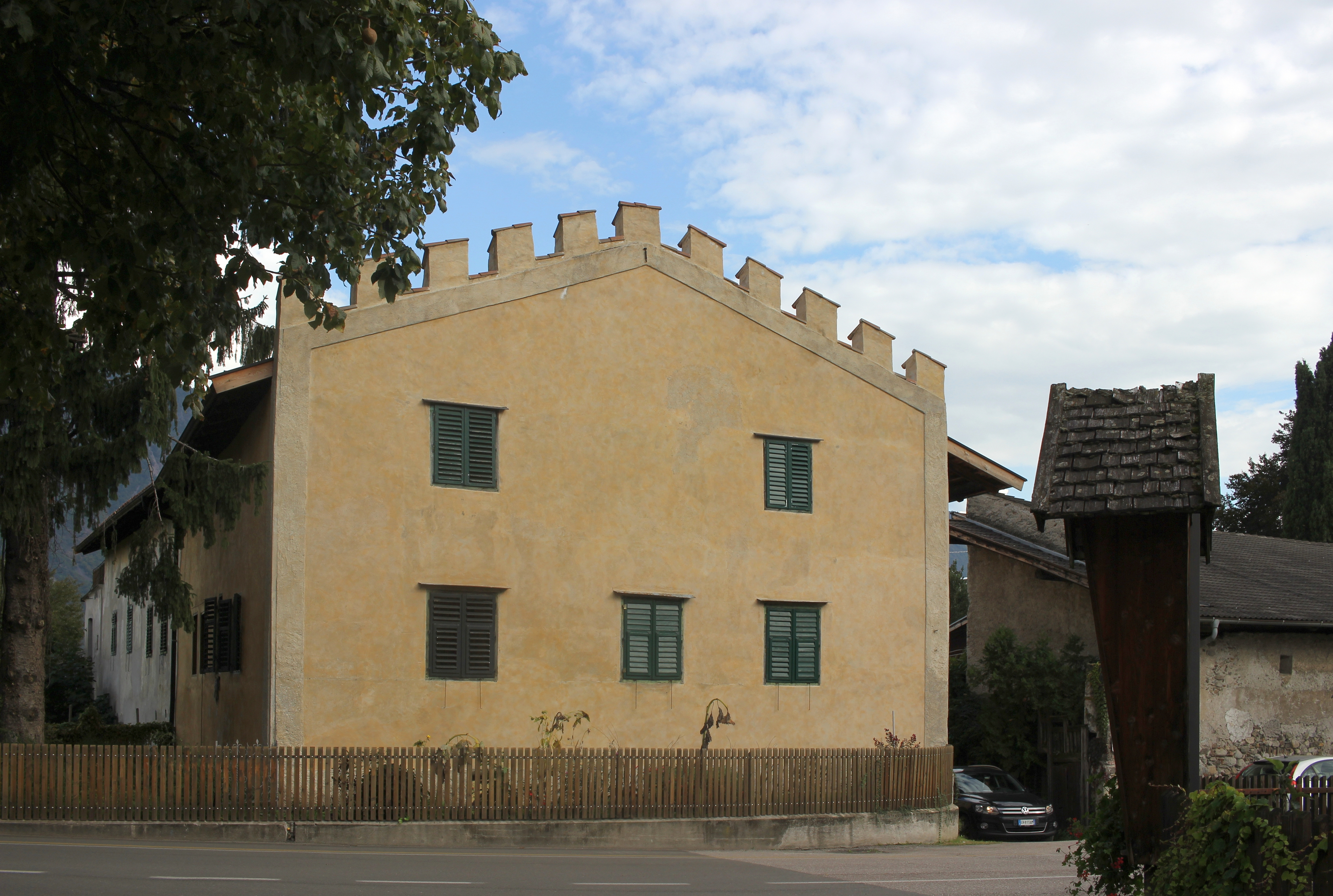
Kelz in Mitterlana

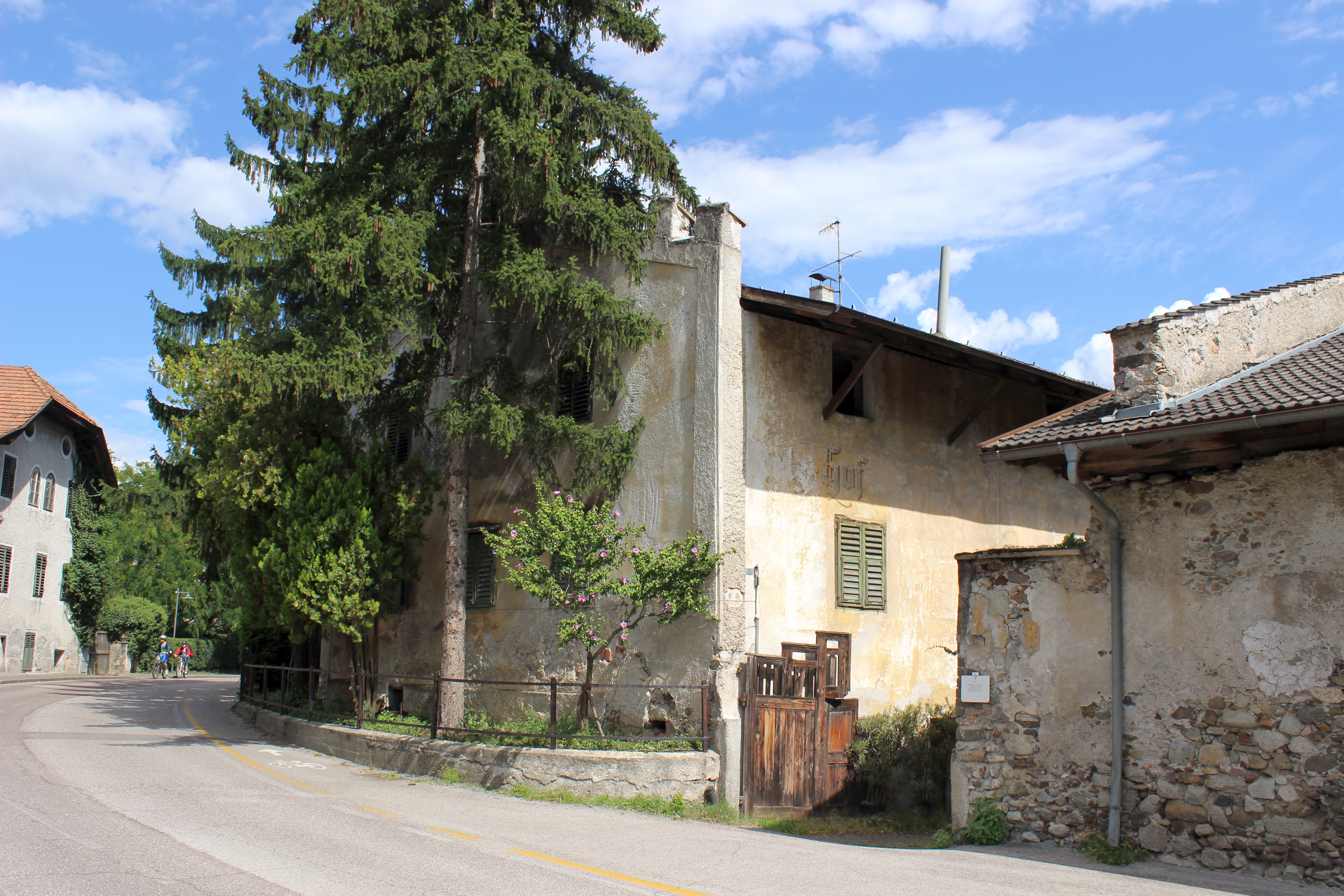
Eingang

Kelz ist ein denkmalgeschützter Hof in Lana (Südtirol).

## Geschichte
Bereits 1379 war der Hof im Besitz des Augustinerchorherrenstiftes Rottenbuch und diente als Weinlieferant. Der damalige Baumann hieß Anton. Spätere Namen waren Thönighof, Tenighof, Thanighof. Seit 1574 Hans Kellß, 1592 Kelzenhof. Der Hof blieb bis zur Säkularisation in Bayern 1803 im Besitz des Klosters. Nach mehreren Besitzwechseln kaufte ihn in den 1860er Jahren der Lananer Tierarzt Johann Gögele. Dieser ließ den Hof umbauen. Auf ihn folgte dessen Sohn Josef, der 1907 starb. Ab den 1910er Jahren war der Hof im Besitz der Familie Kröss. Er wird heute noch als Bauernhof bewirtschaftet.

## Beschreibung
Straßenseitig schließt das Gebäude mit einem Zinnenkranz ab, an der Südseite des Hauses führt eine Freitreppe in den 1. Stock. Zu sehen ist auch eine Sonnenuhr, bezeichnet 1619 mit zwei Wappen.